# Belchertown (hrabstwo Hampshire)
Belchertown – jednostka osadnicza w Stanach Zjednoczonych, w stanie Massachusetts, w hrabstwie Hampshire.